# Список депутатов Верховного Совета Латвийской ССР II созыва

Депутаты Верховного Совета Латвийской ССР II созыва были избраны 16 февраля 1947 года сроком на 4 года (1947—1951). Всего было избрано 120 депутатов.
Верховный Совет Латвийской ССР II созыва провёл 6 сессий (все — в Риге):
- 14-15 марта 1947 года (I сессия)
- 12 марта 1948 года (II сессия)
- 14-15 октября 1948 года (III сессия)
- 11-12 апреля 1949 года (IV сессия)
- 3-4 июля 1950 года (V сессия)
- 20 июля 1950 года (юбилейная VI сессия, посвящённая 10-летию провозглашения Латвийской ССР)[2].

## Список депутатов
1. Алейдзан, Викентий Францевич, Даугавпилсский уезд
2. Александров, Александр Фёдорович, Резекненский уезд
3. Америк, Эрнст Янович, Резекненский уезд
4. Ансон, Родион Фёдорович, Лиепая
5. Аугусте, Ольга Мартыновна, Рижский уезд
6. Аугшкап, Ян Петрович, Лудзенский уезд
7. Берклав, Эдуард Карлович, Кулдигский уезд
8. Биксоне, Грета Карловна, Кулдигский уезд
9. Бите, Моника Яновна, Резекненский уезд
10. Бравин, Никандр Иванович, Вилякский уезд
11. Бредис, Пётр Янович, Лудзенский уезд
12. Буде, Карл Карлович, Екабпилсский уезд
13. Бунделе-Биркенфельд, Мильда Кришевна, Екабпилсский уезд
14. Валескалн, Пётр Янович, Даугавпилсский уезд
15. Вальдмане, Хедвига Яновна, Цесисский уезд
16. Ванаг, Ян Фрицевич, Елгавский уезд
17. Вацетис, Эрнст Янович, Кулдигский уезд
18. Венде, Юлий Юрьевич, Лиепайский уезд
19. Вилкасте, Антон Антонович, Вилякский уезд
20. Вит, Юлий Адольфович, Лудзенский уезд
21. Воржеводов, Константин Павлович, Даугавпилсский уезд
22. Воробьёв, Андрей Иванович, Екабпилсский уезд
23. Воронин, Фёдор Николаевич, Резекненский уезд
24. Ворслов, Иосиф Юлианович, Елгавский уезд
25. Вотчтов, Ян Францевич, Валкский уезд
26. Гайле, Георгий Иванович, Рига
27. Гайлис, Карл Петрович, Илукстский уезд
28. Герасименко, Василий Филиппович, Лиепая
29. Гредзен, Рихард Иосифович, Валмиерский уезд
30. Григулис, Арвид Петрович, Валмиерский уезд
31. Гринберг, Ян Микелевич, Даугавпилсский уезд
32. Гринфельд, Эдуард Янович, Рижский уезд
33. Дамберг, Вольдемар Францевич, Мадонский уезд
34. Деглав, Арнольд Фридрихович, Рига
35. Дрич, Евгений Иосифович, Лудзенский уезд
36. Дукур, Кришьянис Яковлевич, Валмиерский уезд
37. Егер, Андрей Николаевич, Рига
38. Жданов, Андрей Александрович, Рига
39. Жук, Ефим Афанасьевич, Рижский уезд
40. Залкалн, Теодор Эдуардович, Рига
41. Залкалне, Лина Эрнестовна, Цесисский уезд
42. Зандава, Эмилия Яковлевна, Елгавский уезд
43. Зариня, Марианна Яковлевна, Мадонский уезд
44. Звайгзне, Пётр Яковлевич, Лиепая
45. Звайгзните, Лина Андреевна, Валкский уезд
46. Зеленов, Сергей Георгиевич, Даугавпилс
47. Зиверт, Кристап Интович, Мадонский уезд
48. Зимеле, Моника Казимировна, Даугавпилс
49. Зобине, Лония Юльевна, Екабпилсский уезд
50. Зоммер, Ян Клавович, Талсский уезд
51. Зуймач, Жанис Фрицевич, Рига
52. Кажоциня, Берта Томовна, Бауский уезд
53. Калнберзин, Ян Эдуардович, Рига
54. Калнин, Арвид Янович, Бауский уезд
55. Калнин, Арнольд Янович, Илукстский уезд
56. Калнина, Мина Яновна, Айзпутский уезд
57. Карклиня, Мирдза Яковлевна, Елгава
58. Кацен, Ян Бернгардович, Рига
59. Кирхенштейн, Август Мартынович, Рига
60. Кисис, Роберт Янович, Мадонский уезд
61. Клявин, Александр Леонтьевич, Вентспилсский уезд
62. Котловский, Борис Анатольевич, Лиепая
63. Краус, Адольф Андреевич, Даугавпилсский уезд
64. Лайвиньш, Вильгельм Янович, Рижский уезд
65. Лацис, Вилис Тенисович, Рига
66. Лебедев, Михаил Фёдорович, Резекненский уезд
67. Лейван, Иосиф Игнатович, Даугавпилсский уезд
68. Лейтан, Станислав Станиславович, Елгавский уезд
69. Лецис, Вильгельм Петрович, Рига
70. Лубиня, Альвина Карловна, Рига
71. Мазиецис, Александр Янович, Тукумсский уезд
72. Медин, Яков Юрьевич, Рига
73. Межарауп, Мартын Бренчич, Илукстский уезд
74. Мишутин, Александр Николаевич, Резекненский уезд
75. Молотов (Скрябин) Вячеслав Михайлович, Рига
76. Науменко, Николай Фёдорович, Тукумсский уезд
77. Нейланде, Августа Оттовна, Лиепая
78. Никонов, Александр Александрович, Даугавпилсский уезд
79. Новиков, Константин Александрович, Рига
80. Озолин, Карл Мартынович, Рига
81. Озолин, Ян Адольфович, Рижский уезд
82. Озолиня, Ольга Густавовна, Алуксненский уезд
83. Орлов, Матвей Иванович, Айзпутский уезд
84. Паэгле, Пётр Янович, Вилякский уезд
85. Петерсоне, Эмилия Давыдовна, Вентспилсский уезд
86. Плудон, Матис Янович, Талсский уезд
87. Поликевич, Аполония Яновна, Рига
88. Понасёнков, Иван Александрович, Резекненский уезд
89. Пономарёв, Николай Алексеевич, Даугавпилсский уезд
90. Преде-Берзиня, Лилия Давыдовна, Рига
91. Предите, Виктория Андреевна, Валмиерский уезд
92. Преже, Карл Фрицевич, Рижский уезд
93. Пупур, Ян Карлович, Рига
94. Путнин, Ян Петрович, Цесисский уезд
95. Рокке, Рихард Даниилович, Кулдигский уезд
96. Ронис, Евгений Павлович, Елгава
97. Ротберга, Ольга Ансовна, Талсский уезд
98. Савельева, Елизавета Петровна, Рига
99. Синченко, Алексей Петрович, Даугавпилс
100. Смит, Фридрих-Александр Александрович, Рига
101. Сондоре, Ольга Иосифовна, Даугавпилсский уезд
102. Сталин (Джугашвили) Иосиф Виссарионович, Рига
103. Страутиня, Марта Яновна, Лиепайский уезд
104. Сыч, Карл Лаврович, Валмиерский уезд
105. Табак, Арнольд Кристианович, Вилякский уезд
106. Тис, Августа Яновна, Рижский уезд
107. Титов, Фёдор Егорович, Рига
108. Трейлиб, Александр Максимович, Резекненский уезд
109. Тринклер, Ян Янович, Елгавский уезд
110. Трукшане, Франциска Иосифовна, Лудзенский уезд
111. Упит, Андрей Мартынович, Тукумсский уезд
112. Фридман, Арнольд Янович, Рига
113. Целав, Карл Янович, Бауский уезд
114. Чейпста, Ян Игнатович, Алуксненский уезд
115. Чербарде, Анна Яновна, Резекненский уезд
116. Чероков, Виктор Сергеевич, Рига
117. Чулитис, Август Тенович, Цесисский уезд
118. Эльзе, Вильма Кристаповна, Рига
119. Яблонский, Андрей Яковлевич, Лиепайский уезд
120. Янсон, Эдуард Яковлевич, Вентспилс